# إميليانو أغيرو
إميليانو أغيرو (بالإسبانية: Emiliano Agüero)‏ هو لاعب كرة قدم أرجنتيني، ولد في 21 يناير 1995 في بوينس آيرس في الأرجنتين. لعب مع أرجنتينوس جونيورز وريفر بليت.

## وصلات خارجية
- إميليانو أغيرو على موقع قاعدة بيانات كرة القدم.إي يو (الإنجليزية)
- إميليانو أغيرو على موقع Soccerway.com (الإنجليزية)